# Santiago Pemán García
Santiago Pemán García, nascut a Santiago de Compostel·la el 7 d'abril de 1936, és un pilot i inspector de vol d'Aviació Civil gallec. És considerat com l'home del temps per antonomàsia de la Televisió de Galícia.

## Trajectòria
Santiago Pemán va començar la seva carrera professional com a inspector de vol i pilot. Volant, es va aficionar a l'observació meteorològica i va aconseguir una plaça en l'observatori de l'aeroport de Santiago. Mai, segons confessa, va arribar a cursar els estudis de Meteorologia.
La seva entrada a la TVG, que va ser el que el va fer famós a Galícia, es va produir el 1986, quan el canal autonòmic gallec estava en els seus inicis. Conten que va anar un dia a un plató en el qual hi havia posat un croma i, quan van veure com es manegava davant d'ell, va ser contractat. Des de llavors, va ser l'home del temps de la TVG fins a començaments del segle xxi. Manté una col·laboració amb la ràdio autonòmica, on dona el temps del mar.
Pemán tenia una forma de presentar la informació meteorològica que va marcar estil, ja que va popularitzar paraules poc conegudes a excepció de certs àmbits professionals (especialment a les relatives al món del mar) i va apropar munts de refranys sobre el temps.

## Miscel·lània
La seva popularitat va arribar al fet que se li dediquessin samarretes. Li van fer cançons Ana Kiro, Eskakeo i Montse i Luis Queimada, i va participar en un videoclip de Lamatumbá. Ha sortit en sèries de televisió, interpretant-se a si mateix, com a Pratos combinados.
Les seves filles van continuar la seva tasca. La diferència del seu pare, elles sí van estudiar Físiques i es van especialitzar en Meteorologia.
Retirat de la TVG, manté una pàgina web amb informació meteorològica.